# Unione parlamentare africana
L'Unione parlamentare africana (abbreviato APU; in lingua inglese: African Parliamentary Union; in lingua francese: Union des Parlements Africains; in lingua portoghese: União dos Parlamentos Africanos; in arabo اتحاد البرلمانات الإفريقية‎?) è un'organizzazione intergovernativa composta dei membri dei parlamenti degli stati dell'Africa.